# Francesco Cardillo
Francesco Cardillo (Messina, ... – Messina, 1607) è stato un pittore italiano.

## Biografia
Nato nella seconda metà del Cinquecento, ritrattista di scuola polidoresca, allievo di Antonello Riccio, del quale sposa la figlia. Poche le notizie biografiche e scarni cenni sulle opere. Dei tre figli, Stefano Cardillo intraprende l'attività di pittore, ciò genera spesso confusione sull'attribuzione delle opere. Le opere superstiti si possono ammirare nelle chiese del comprensorio messinese.

## Opere

### Provincia di Messina
Messina 
Gran parte delle opere sono andate perdute durante i vari cataclismi verificatisi nella città di Messina.
- Serie di ritratti perduti.
- 1600, Madonna di Monserrato, dipinto perduto, opera commissionata da Francesco Beltrandes e documentata nella Cappella Gonzaga (Samperi) del Forte Gonzaga.
- XVI secolo fine, San Francesco, dipinto documentato per l'Oratorio dei Mercanti.
- XVI secolo fine, Strage degli Innocenti, dipinto su tavola, opera perduta durante il terremoto della Calabria meridionale del 1783 documentata negli ambienti claustrali del convento del Carmine.[1]
- Santuario della Madonna di Montalto:
  - XVI secolo, San Benedetto e San Bernardo, olio su tavola, opera documentata.[2]
  - XVI secolo, Visitazione della Vergine a Santa Elisabetta, olio su tavola, opera documentata.[2]

 Castroreale 
- 1603, Pietà con Scene della Passione e nella lunetta il Transito di San Giuseppe, dipinto autografo "Cardile alias Cardillus" custodito nel duomo di Santa Maria Assunta.

 Gualtieri Sicaminò 
- XVI secolo fine, Natività raffigurante Madonna col Bambino incoronata da angeli tra San Michele e San Francesco d'Assisi, dipinto su tavola, opera autografa "Cardillus me fecit" custodita nella chiesa madre di Soccorso (chiesa della Madonna del Soccorso).[1]

‘San Francesco da Paola”, tela raffigurante il Santo, XVI secolo, Chiesa Madre di San Nicola di Bari.
 Novara di Sicilia 
- 1607, Madonna con Bambino raffigurata tra Sant'Anna e Santa Venera, dipinto autografo con un cardellino e la dicitura "Ego feci", opera custodita nel duomo di Santa Maria Assunta.

### Provincia di Ragusa
- 1550, Annunciazione, tempera su tavola, attribuzione, opera documentata nella basilica della Santissima Annunziata di Ispica.

## Galleria d'immagini

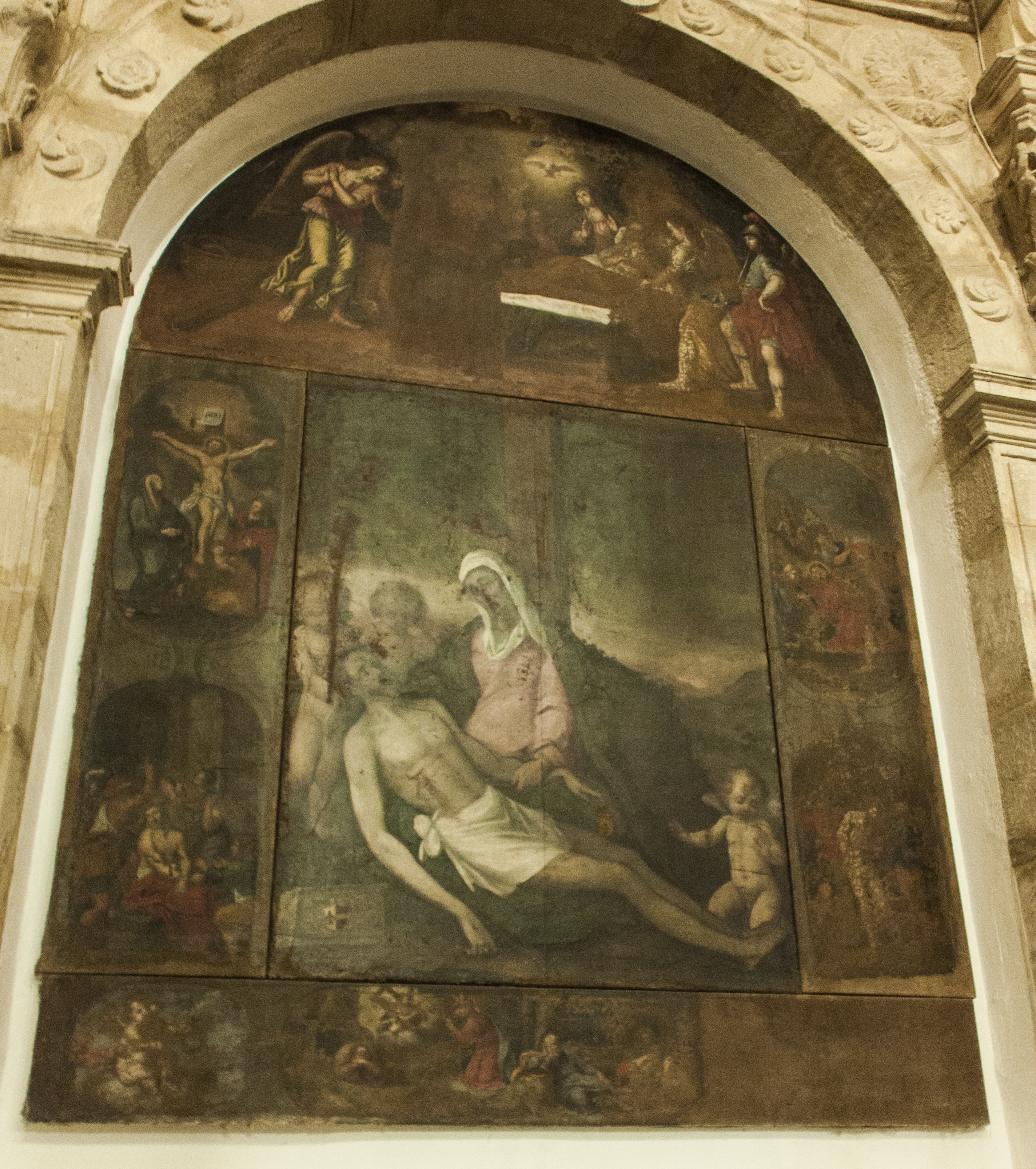
Pietà, duomo di Santa Maria Assunta di Castroreale
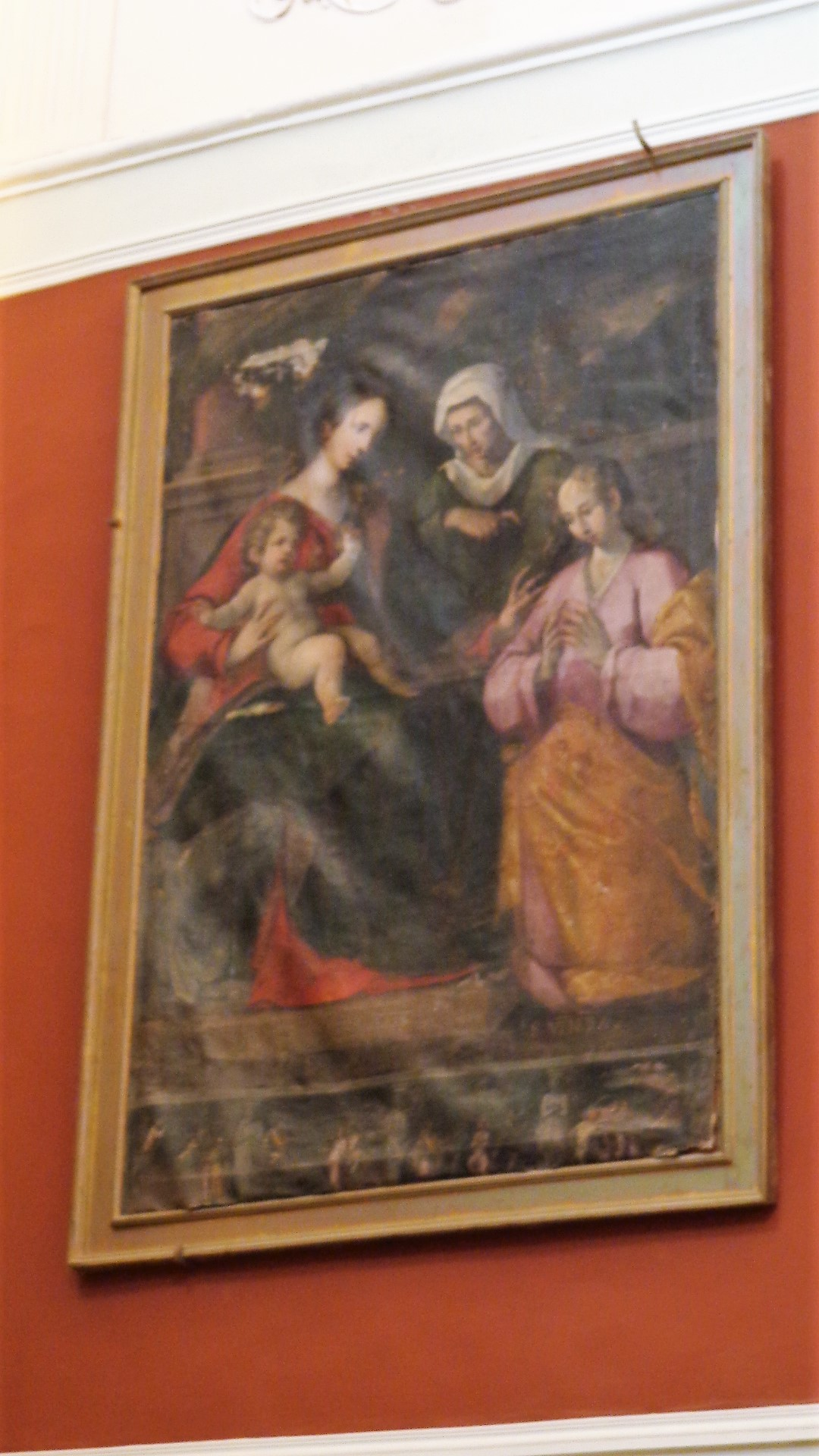
Madonna con Bambino, duomo di Santa Maria Assunta di Novara di Sicilia